# Giorgio Schiavone
Giorgio Chiulinovich, detto Giorgio Schiavone (in croato Juraj Ćulinović; Scardona, tra il 1433 e il 1436 – Sebenico, 6 dicembre 1504), è stato un pittore croato.

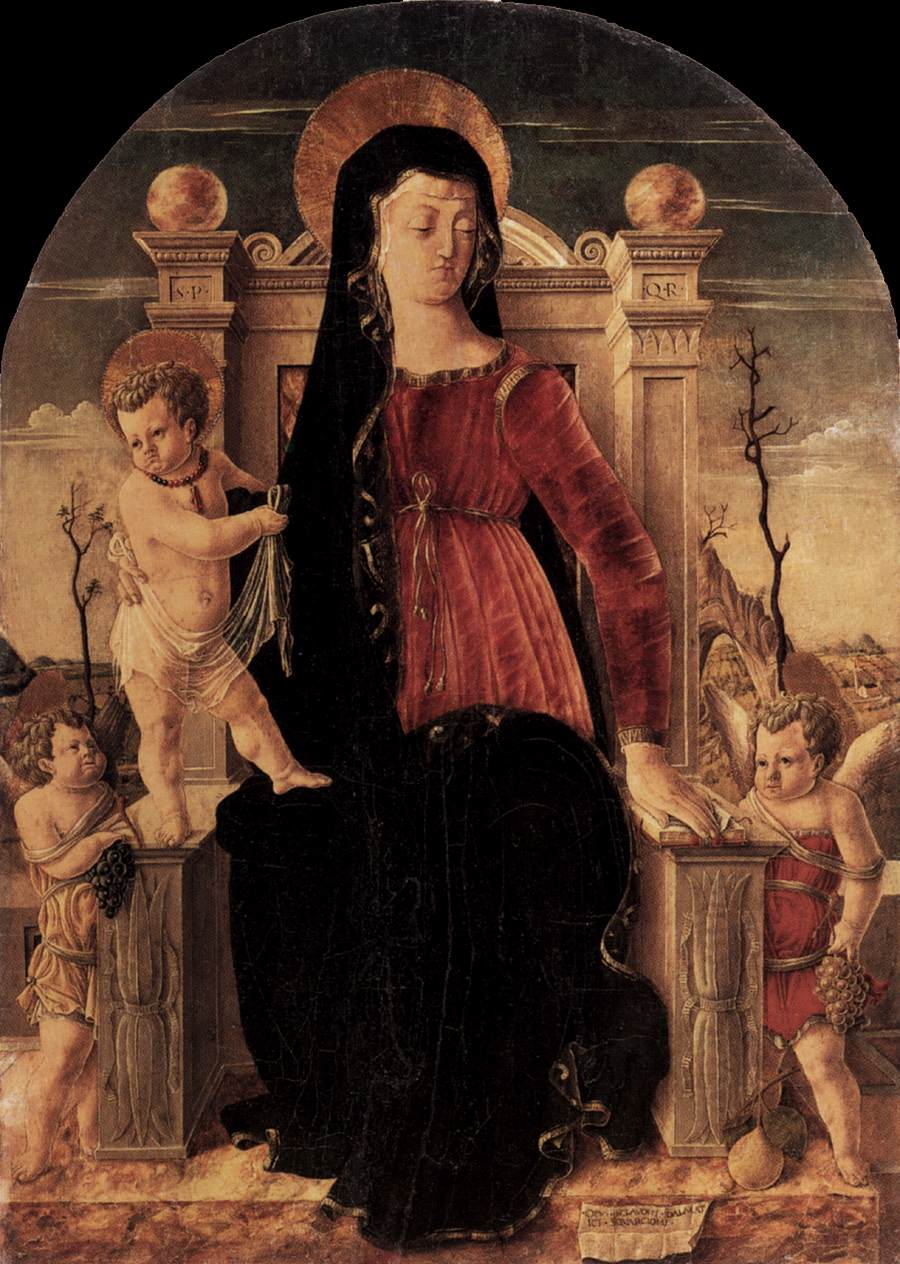
Madonna in trono, Berlino

Il suo soprannome significava semplicemente "dalmata", riferito alla sua origine slava.

## Biografia
Fu discepolo dal 1456 di Francesco Squarcione a Padova, del cui gusto fu uno dei principali interpreti. Da lui imparò la lezione delle sculture di Donatello, l'amore per l'antico, la predilezione per le linee taglienti e contorte che sbalzano le forme, i colori intensi e marmorei. Il suo stile, più pacato e monumentale di altri colleghi "squarcioneschi", venne anche mitigato da una certa disciplina introdotta dagli influssi indiretti di Piero della Francesca, giunti a Padova verso gli anni cinquanta del secolo tramite il cantiere della Cappella Ovetari. Il suo stile sembra anche essere aggiornato sull'attività della scuola ferrarese, in particolare di Cosmè Tura, altro allievo di Squarcione.
Nel 1461, con la diffusione in Veneto dei modi gentili e naturalistici della pittura veneziana di Giovanni Bellini e di Antonello da Messina, lo stile esasperato degli "squarcioneschi" risultò superato. Schiavone allora, al pari di altri illustri allievi come Carlo Crivelli o Marco Zoppo, si spostò in centri più periferici dando origine alla cosiddetta cultura pittorica "adriatica". Schiavone, in particolare, fece ritorno in Dalmazia, fermandosi a Zara e dal 1463 a Sebenico. Lo stesso anno sposò Jelena, figlia dello scultore Giorgio di Matteo. Sembra che dipinse ancora qualche opera dopo il 1462, ma gli storici sono dubbiosi sulle attribuzioni.
Giorgio Chiulinovich fece ritorno in patria dopo essere stato a Padova «nella bottega dello Squarcione dal 1456 al 1461» ed è stato scritto che fu seguito dallo stesso Carlo Crivelli dopo che questi subì la condanna a Venezia per la vicenda giudiziaria che lo coinvolse. Roberto Longhi annota, riguardo a questi pittori della bottega dello Squarcione, che erano accomunati dal dotare le loro opere dipinte di una sostanza particolare: «Tura concepì nel ferro e nel diamante, Cossa e Vivarini nella pietra dura, Crivelli in una lega nobile leggera e vacua e persino i minori, Schiavone e Parenzano, nello stagno e nel vetro».

## Opere
Poche sue opere ci sono giunte, è possibile comunque segnalare: 
- Polittico con Madonna col Bambino e santi, 1456-1461 circa, firmato come discepolo dello Squarcione, Londra, National Gallery, proveniente dalla chiesa padovana di San Nicolò
- Madonna in trono, Berlino Staatliche Museen, e le due tavole con le coppie dei Santi Ludovico e Antonio e dei Santi Francesco e Gerolamo, Museo diocesano di Padova, che originariamente facevano parte di un trittico eseguito nel 1459-1460 per la Chiesa di San Francesco Grande (Padova)[4];
- Madonna col Bambino, 1456-1459 circa, Torino, Galleria Sabauda;
- Madonna col Bambino e due angeli musicanti, 1459-1460 circa, Baltimora, Walters Art Gallery;
- San Bernardino da Siena, 1450 circa, Milano, Museo Poldi Pezzoli;
- Ritratto virile,  1460 circa, Museo Jacquemart-André di Parigi;
- Santi Gerolamo e Alessio,1458-1460, Bergamo, Accademia Carrara.